# Carlos Barea
Carlos Barea (* 18. Dezember 1954 in Punta Carretas, Montevideo, Uruguay) ist ein uruguayischer Künstler und Dozent.
Barea studierte 1977 bei Nelson Ramos, 1980 schloss er sich der Gruppe Octaedro an. An der Escuela Nacional de Bellas Artes (ENBA) hat er einen Lehrauftrag. Seine Werke sind auf nationaler und internationaler Ebene Gegenstand von Privatsammlungen und Museen. Dazu gehören das montevideanische Museo del Gaucho y la Moneda, das Museo de Arte Americano in Maldonado, das Museo de Salto, das Museo de San José sowie die Pinakothek der Banco Central, die Colección Engelman Ost und die Deutsche Bank.
Für Barea stehen zahlreiche Teilnahmen an Gemeinschaftsausstellungen auf nationaler wie auf internationaler Ebene zu Buche. 1995 nahm er dabei beispielsweise auf Einladung der Botschaft Spaniens an der Ausstellung zu Ehren Onettis in der Subte Municipal in Montevideo teil. Von 1977 bis 1995 führte er zudem 13 Einzelausstellungen durch, von denen jeweils eine in Argentinien und den USA stattfand.
Auch zahlreiche Auszeichnungen wurden Barea zuteil. So erhielt er jeweils Preise im Zeichnen des Automóvil Club de Uruguay (1982) und der Banco de la República Oriental del Uruguay (1986) sowie 1985 den Ersten Preis des Salón Municipal de San José. Im Jahr 1986 entschied er, auf weitere Wettbewerbsteilnahmen zu verzichten.

## Ausstellungen (Auszug)
- 1979: Prix Joan Miró, Barcelona, Spanien
- 1983: Ausstellung in der Galería de la Ciudadela, Montevideo
- 1983: V. Internationale Biennale des Zeichnens (V. Bienal Internacional de Dibujo) im Museo de Arte Americano, Maldonado, Uruguay
- 1984: VI. Internationale Kunst-Biennale (VI. Bienal Internacional de Arte), Valparaíso, Chile
- 1985: VI. Biennale von Maldonado (VI. Bienal de Maldonado), Punta del Este, Uruguay
- 1986: II. Biennale der Dritten Welt (II. Bienal del Tercer Mundo), Havanna, Kuba
- 1990: Ausstellung im MAC
- 1997: Ausstellung im Goethe-Institut, Montevideo
- 1995: Ausstellung zu Ehren Onettis in der Subte Municipal, Montevideo
- 1996: Ausstellung zu Ehren des Tangos im Palacio Santos, Ausrichter: Uruguayisches Außenministerium
- 1999: Ausstellung im Saal des Ministerio de Transporte y Obras Públicas
- 2011: Caballo de Troya, Montevideo, anlässlich der Zweihundertjahr-Feier (Bicentenario) Uruguays

## Auszeichnungen (Auszug)
- 1982: Preis in der Sparte Zeichnen des Automóvil Club de Uruguay
- 1985: Erster Preis des Salón Municipal de San José
- 1986: Erster Preis in der Sparte Zeichnen der Banco de la República Oriental del Uruguay